# Songs from the Big Chair
Albums de Tears for Fears
The Hurting
(1983) The Seeds of Love
(1989)
Singles
1. Mothers Talk
Sortie : 6 août 1984
2. Shout
Sortie : 23 novembre 1984
3. Everybody Wants to Rule the World
Sortie : 22 mars 1985
4. Head Over Heels
Sortie : 10 juin 1985
5. I Believe (A Soulful Re-Recording)
Sortie : 30 septembre 1985
6. Mothers Talk (U.S. Remix)[note 1]
Sortie : 1er avril 1986

Songs from the Big Chair est le deuxième album studio de Tears for Fears, sorti le 25 février 1985.
Énorme succès planétaire grâce à deux de ses 45 tours devenus d'immenses tubes mondiaux, Shout et Everybody Wants to Rule the World (sans oublier deux autres succès internationaux, certes plus modestes, Head over Heels et Mothers Talk).
Cet album s'est vendu depuis sa sortie en 1985 et jusqu'à présent à près de 12 millions d'exemplaires à travers le monde, tous supports et rééditions (en 1999, 2006 et 2014) confondus. Aux États-Unis, il s'est classé à la première place du Billboard 200 pendant cinq semaines consécutives, demeurant dans les charts américains durant pas moins de 68 semaines d'affilée (avec plus de 5 millions d'exemplaires écoulés sur ce seul marché — certifié cinq fois disque de platine).

## Historique

### Contexte
À l'origine, l'album devait s'intituler The Working Hour, mais Roland Orzabal s'est battu pour le changer en Songs from the Big Chair, dérivé du téléfilm Sybil de 1976 sur une femme atteinte d'un trouble de la personnalité multiple qui ne se sent en sécurité que lorsqu'elle est assise dans la "grande chaise" de l'analyste. Le titre de l'album reflète le point de vue du groupe d'être ciblé par une presse musicale anglaise hostile à l'époque.
Dans une interview pour le livret de la version deluxe 2006, Curt Smith raconte que « Nous étions très introvertis sur The Hurting; c'était un album très sombre. Nous avons trouvé le besoin d'être plus extravertis sur The Big Chair ».
Le groupe commence à écrire de nouvelles chansons vers le début de 1984. La première chanson écrite pour l'album est Head over Heels, que le groupe a joué en concert lors d'une tournée entreprise entre les deux albums studio.
Alors qu'un morceau principalement instrumental appelé The Big Chair (qui comprend des extraits de dialogue du film) est sorti en tant que face B de Shout en 1984, il n'est pas inclus sur l'album (mais est disponible sur l'édition spéciale cassette en 1985 et les rééditions).

### Enregistrement
L'album est enregistré au Wool Hall en 1984. Conceptuellement et musicalement, il s'agit d'une continuité de l'album studio précédent du groupe The Hurting (1983), réintroduisant les guitares dans leur son électronique et une approche globale plus légère qu'auparavant. Les premières chansons écrites pour l'album sont Head over Heels et The Working Hour. Mothers Talk est sorti en single au cours des mois précédent la sortie de l'album. Ces chansons, ainsi que We Are Broken, sont toutes interprétées lors de la tournée de 1983. La chanson Shout est devenue une œuvre centrale lors de l'enregistrement de l'album, et le groupe et producteur Chris Hughes passe des mois à travailler seul sur cette piste.
L'écriture de chansons utilise de nombreux styles et influences différents, en particulier le rock progressif comme principale influence citée sur l'album. I Believe est influencé par l'écriture de Robert Wyatt. Broken, avec un son rock simple, est un remaniement d'une chanson antérieure et une version live enregistrée en décembre 1983 est reprise à la fin de Head over Heels, tandis que Listen, largement instrumental, est décrite comme une pièce symphonique.
Vers la fin de l'achèvement de l'album, Roland Orzabal joue deux accords simples sur sa guitare acoustique qui sont à la base de la chanson Everybody Wants to Rule the World. Initialement pas très intéressé à travailler dessus, Orzabal est convaincu d'écrire une chanson basée sur ces deux accords et finalement ajoute la ligne de refrain. La chanson la plus simple de l'album, Everybody Wants to Rule the World est terminée en une semaine environ et est la dernière piste enregistrée pour l'album.

## Parution et réception

### Parution
Songs from the Big Chair sort le 25 février 1985 avec une photographie en noir et blanc d'Orzabal et Smith sur la pochette du disque.
L'album atteint la deuxième place du classement britannique et donne naissance à cinq singles à succès : Mothers Talk (UK #14), Shout (UK #4), Everybody Wants to Rule the World (UK #2), Head over Heels (UK #12) et I Believe (UK #23)
.
Everybody Wants to Rule the World permet au groupe de percer aux États-Unis ; à la fois ce single et le suivant, Shout, atteignent la première place dans ce pays. Songs From the Big Chair atteint également la première place du Billboard 200 et se vend à cinq millions d'exemplaires rien qu'aux USA. Au Royaume-Uni, l'album passe 79 semaines consécutives dans le classement des albums, y restant pendant dix-huit mois jusqu'en septembre 1986.
Pour marquer le 30e anniversaire de l'album, Universal Music le réédite dans cinq formats différents le 10 novembre 2014.

### Accueil crititque
Songs from the Big Chair reçoit des critiques généralement positives. Barry McIlheney de Melody Maker a écrit qu'« aucun d'entre vous ne devrait vraiment être trop surpris que Tears for Fears ait fait un album aussi excellent », le qualifiant d'« album qui justifie pleinement les regards plutôt ricanants et les looks adoptés par Curt Smith et Roland Orzabal sur la pochette ». Dans Sounds, Johnny Waller a attribué à l'album quatre étoiles et demie sur cinq et a déclaré que par rapport à leurs débuts, « Tears for Fears a conçu avec amour un nouveau chef-d'œuvre avec des voix plus douces et enfumées, des mélodies plus tentantes et des rythmes moins abrasifs ». Il a qualifié le disque de « pop glorieuse » et que « dans les limites acceptées, Tears for Fears s'étire et grandit, élargissant à la fois leur imagination et leurs horizons ». Ian Cranna de Smash Hits a décrit l'album comme « plus souple, plus exploratoire » que les travaux précédents du groupe et a loué son « honnêteté lyrique sans faille ». Le critique de Rolling Stone, Don Shewey, a trouvé que Tears for Fears rappelait divers autres artistes, notant des traces de « la conscience sociale de U2, les guitares résonnantes des Bunnymen et l'esprit pop tordu de XTC » dans la musique de l'album, mais a commenté que la production "étincelante" de Chris Hughes « poussait Songs from the Big Chair légèrement au-dessus du lot ».
Robert Christgau était moins enthousiaste dans sa critique pour The Village Voice, observant des paroles substantielles, en particulier sur The Working Hour, et des éléments musicaux tels qu'une « maîtrise peu commune de la guitare et du piano, du saxophone de Baker Street, des synthétiseurs plus déchiquetés qu'on ne le pense mis au service des arbitres de l'accessibilité dance-pop ». Cependant, il a estimé que tout cela était sous une humeur "portante" dominante suggérant « une profondeur et une dramatisation que les gars anglais n'ont pas atteints depuis l'émergence du rock progressif ». Dans NME, Danny Kelly considère Songs from the Big Chair comme « un sommet calculé et brillant, une quintessence de mastic pop poli ... parfait à sa surface chatoyante, sans valeur pour son noyau mou ». Il l'a décrit comme un descendant de I'm not in Love (1975) de 10cc et de The Dark Side of the Moon (1973) de Pink Floyd - « un produit de soin obsessionnel et d'attention aux détails (souvent inutiles) ».
Dans une revue rétrospective pour AllMusic, Stanton Swihart écrit que Songs from the Big Chair « annonçait une maturation dramatique dans la musique du groupe, loin de la marque synth-pop avec laquelle il était (injustement) gravé après les débuts, et vers une sophistication pop enveloppante et complexe », le jugeant « l'un des plus beaux chefs-d’œuvre de la décennie ». Mark Elliott de Record Collector déclare que l'album a trouvé Tears for Fears « en faisant les choses en grand, enrobant leur matériel toujours intéressant d'un éclat commercial très brillant qui capturait parfaitement l'air du temps du milieu des années 80 », tandis que Q met en évidence son « sophistication sonore, spacieuse et lumineuse en plus des refrains marquants ». Écrivant pour Stylus Magazine en 2006, Andrew Unterberger conclut que « même aujourd'hui, alors que tout ce que les musiciens de rock semblent être capables de faire est d'être émotif et honnête, la brutalité et la puissance de la catharsis de Songs from the Big Chair sont encore assez impressionnantes ». Songs from the Big Chair est inclus dans le livre 1001 Albums You Must Hear Before You Die. Slant Magazine a classé le disque à la 95e place sur sa liste des meilleurs albums des années 1980.
En février 2020, l'album fait l'objet d'un épisode de la série documentaire Classic Albums de la BBC. L'épisode comprend de nouvelles interviews avec des membres clés du personnel, notamment Orzabal, Smith, Ian Stanley, le producteur Chris Hughes, l'ingénieur du son Dave Bascombe et le directeur artistique David Bates. Parmi les autres personnes interrogées figurent Oleta Adams et John Grant.

## Fiche technique

### Liste des chansons
| 1. | Shout                             | Roland Orzabal, Ian Stanley    | 6:34 |
| 2. | The Working Hour                  | Orzabal, Stanley, Manny Elias  | 6:34 |
| 3. | Everybody Wants to Rule the World | Orzabal, Stanley, Chris Hughes | 4:19 |
| 4. | Mothers Talk                      | Orzabal, Stanley               | 5:14 |

| 5. | I Believe       | Orzabal             | 5:04 |
| 6. | Broken          | Orzabal             | 2:39 |
| 7. | Head over Heels | Orzabal, Curt Smith | 4:19 |
| 8. | Listen          | Orzabal, Stanley    | 6:49 |

| 9.  | The Big Chair                      | Orzabal, Smith, Stanley, Hughes | 3:25 |
| 10. | Empire Building                    | Smith, Orzabal, Stanley         | 2:55 |
| 11. | The Marauders                      | Orzabal, Stanley                | 4:19 |
| 12. | Broken Revisited                   | Orzabal                         | 5:19 |
| 13. | The Conflict                       | Orzabal, Smith, Stanley         | 4:09 |
| 14. | Mothers Talk (US Remix)            | Orzabal, Stanley                | 4:17 |
| 15. | Shout (US Remix)                   | Orzabal, Stanley                | 8:03 |
| 16. | I Believe (A Soulful Re-Recording) | Orzabal                         | 4:47 |

### Singles hors album
- Mothers Talk (U.S. Remix) — parfois surnommé Mothers Talk '86. Ce single est principalement sorti en Amérique du Nord en 1986 et a atteint le top 30 aux États-Unis au mois de mai[37].
- Everybody Wants to Run the World. Ce titre est une réécriture du tube Everybody Wants to Rule the World, réadapté en 1986 à la demande de l'organisme international Sport Aid[38]. Sorti principalement au Royaume-Uni, ce single y décrocha la cinquième place dans le top 40 national[39].

### Crédits

#### Tears for Fears
- Roland Orzabal : chant, claviers, guitare, basse synthétique sur Shout, programmation LinnDrum sur Shout, grand piano sur I Believe
- Curt Smith : chant sur Everybody Wants to Rule the World et Listen, chœurs, basse, basse synthétique sur Everybody Wants to Rule the World[40]
- Ian Stanley : claviers, programmation LinnDrum, arrangements sur Listen
- Manny Elias : batterie (sauf Shout et Listen), arrangement de batterie sur The Working Hour

#### Musiciens additionnels
- Chris Hughes : batterie sur Shout, programmation LinnDrum et MIDI sur Everybody Wants to Rule the World
- Sandy McLelland : chœurs sur Shout et Head Over Heels
- Andy Davis : grand piano sur The Working Hour et Head Over Heels
- Mel Collins – saxophone sur The Working Hour
- Will Gregory : saxophone sur The Working Hour (solo) et I Believe
- Jerry Marotta : arrangement percussion et saxophone sur The Working Hour
- Neil Taylor : second solo de guitare sur Everybody Wants to Rule the World, solo de guitare sur Broken
- Stevie Lange : chœurs sur Mother Talk
- Annie McCaig : chœurs sur Head Over Heels
- Marilyn Davis, chœurs sur Head Over Heels, voix d'opéra sur Listen

#### Équipe technique
- Chris Hughes : production
- Dave Bascombe : ingénieur du son
- Tim O'Sullivan : photographie de pochette
- Paul King : management

## Classements
| Classement (1985)             | Meilleure position |
| ----------------------------- | ------------------ |
| Allemagne (Media Control AG)  | 1                  |
| Australie (Kent Music Report) | 5                  |
| Autriche (Ö3 Austria Top 40)  | 22                 |
| Canada (100 Albums)           | 1                  |
| États-Unis (Billboard 200)    | 1                  |
| États-Unis (Top Black Albums) | 38                 |
| France (SNEP)                 | 12                 |
| Norvège (VG-lista)            | 17                 |
| Nouvelle-Zélande (RIANZ)      | 2                  |
| Pays-Bas (Mega Album Top 100) | 1                  |
| Royaume-Uni (UK Albums Chart) | 2                  |
| Suède (Sverigetopplistan)     | 25                 |
| Suisse (Schweizer Hitparade)  | 5                  |

| Classement (1985)             | Position |
| ----------------------------- | -------- |
| Canada (Top 100 Albums)       | 2        |
| États-Unis (Billboard 200)    | 10       |
| France (SNEP)                 | 14       |
| Pays-Bas (Mega Album Top 100) | 8        |
| Royaume-Uni (UK Albums Chart) | 5        |
| Suisse (Schweizer Hitparade)  | 25       |

| Classement (1986)          | Position |
| -------------------------- | -------- |
| États-Unis (Billboard 200) | 19       |

## Certifications
| Pays              | Certification | Ventes certifiées |
| ----------------- | ------------- | ----------------- |
| Allemagne (BVMI)  | Or            | 250 000           |
| Canada (CRIA)     | 7 × Platine   | 700 000           |
| États-Unis (RIAA) | 5 × Platine   | 5 000 000         |
| France (SNEP)     | Or            | 100 000           |
| Pays-Bas (NVPI)   | Platine       | 100 000           |
| Royaume-Uni (BPI) | 3 × Platine   | 900 000           |